# Calilena angelena
Calilena angelena är en spindelart som beskrevs av Chamberlin och Ivie 1941. Calilena angelena ingår i släktet Calilena och familjen trattspindlar. Inga underarter finns listade.